# 34472 Guxieran
34472 Guxieran este o planetă minoră (asteroid), cu un diametru de 3,82 km, din centura de asteroizi. A fost descoperită pe 24 septembrie 2000 la Experimental Test Site⁠(d) de Lincoln Near-Earth Asteroid Research. 
Obiectul prezintă o orbită caracterizată de o semiaxă mare de 2,5512224 UAi, o excentricitate de 0,11, o înclinație de 4,43293 ° în raport cu ecliptica.